# 폭풍의 대양

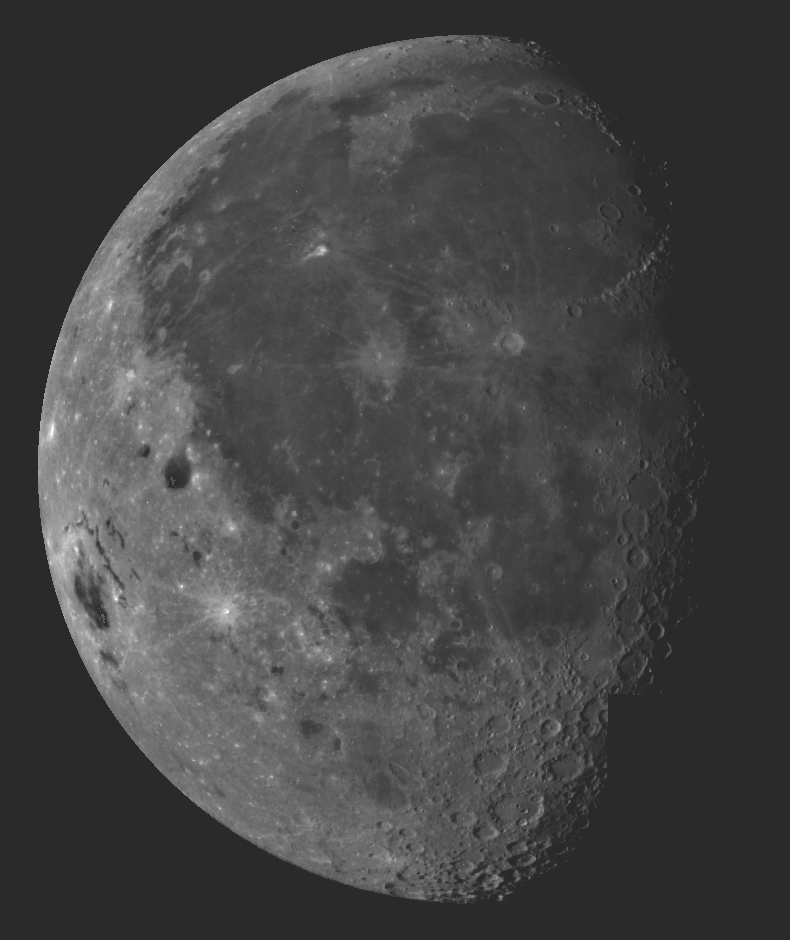
폭풍의 대양

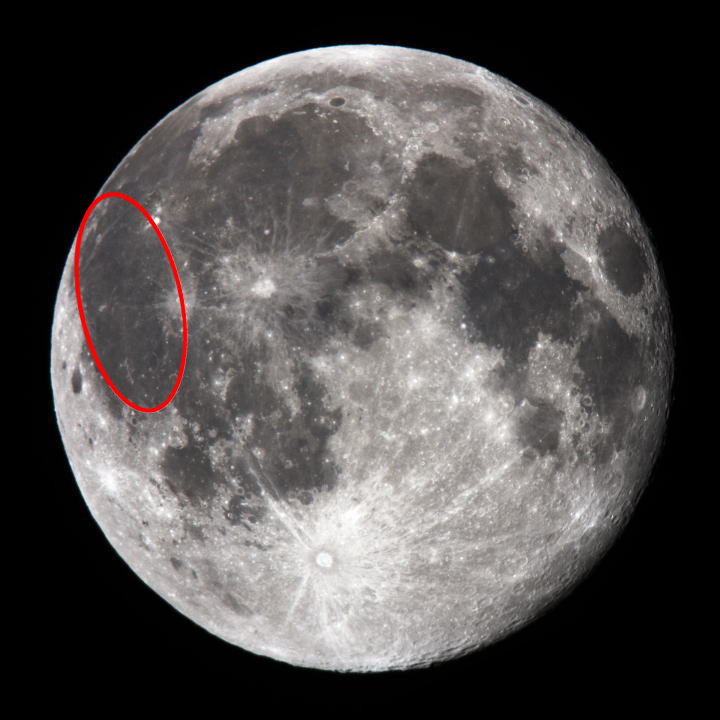
폭풍의 대양의 위치

폭풍의 대양(라틴어: Oceanus Procellarum, 영어: Ocean of Storms)은 달의 서부에 위치한 달의 바다이다. 달의 앞면에 위치해 있으며, 달의 바다 중 가장 면적이 넓어 남북의 길이가 2,500km에 이른다. 다른 달의 바다와 마찬가지로 마그마가 응고하여 형성되어 있으며, 현무암으로 뒤덮여 있다. 폭풍의 대양 주변에는 많은 달의 바다가 있는데, 남부에는 구름의 바다나 습기의 바다가 위치해 있다. 직경은 2,592km이다.
폭풍의 대양에는 무인 달 탐사선인 서베이 1호, 서베이 3호, 루나 9호, 루나 13호, 아폴로 12호 등이 착륙한 적이 있다.
2009년 10월, 우주 항공 연구 개발기구(JAXA)는 달 탐사 위성 가구야의 촬영 이미지에서 폭풍의 대양 서부에 위치한 마리우스 언덕에 지하 용암 터널로 통하는 구멍을 처음으로 발견한 바 있다. 발견된 구멍은 직경 65m, 깊이 약 80~90m의 수직 구멍으로 바닥부는 폭 370m의 용암 터널이 있다.

## 같이 보기
- 취소된 아폴로 계획 임무
- 인식의 바다